# Finlands arbetsminister
Detta är en lista över Finlands arbetsministrar. I Finland togs titeln arbetsminister i bruk den 1 juni 1989 då arbetskraftsministeriet bytte namn till arbetsministeriet. Ministeriet slogs senare samman med det tidigare handels- och industriministeriet och sedan den 1 januari 2008 är arbetsministern minister i arbets- och näringsministeriet men innehar fortfarande titeln arbetsminister. För arbetskraftsministrar 1970-1989, se arbetskraftsministeriet.